# Ilha Bellingshausen

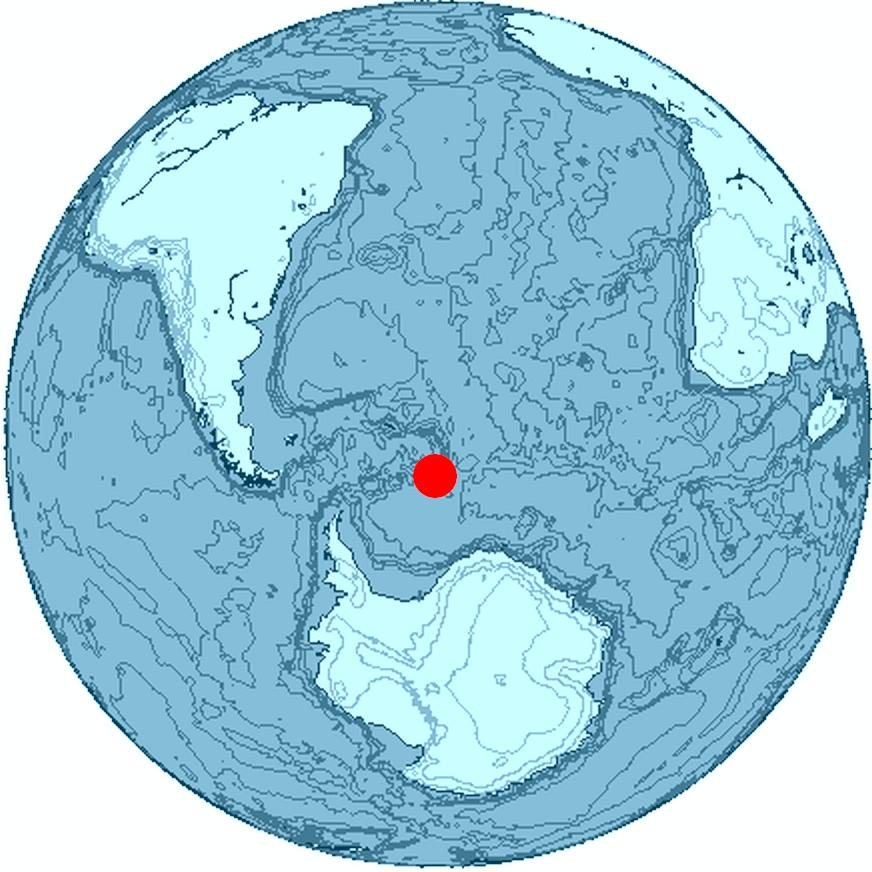
Localização da Ilha Bellingshausen

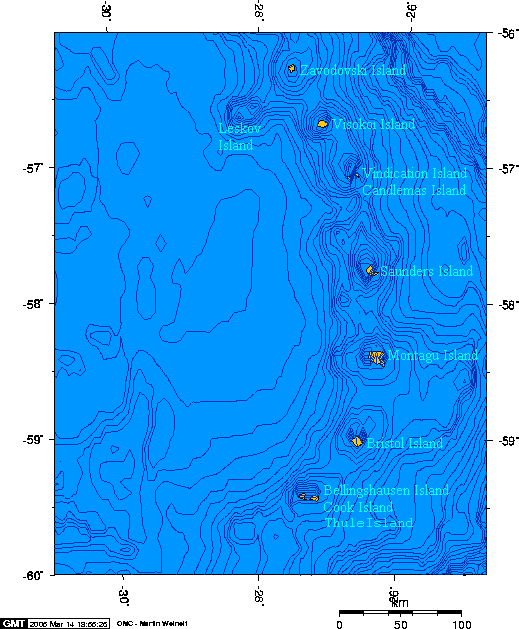
Ilhas Sandwich do Sul

Ilha Bellingshausen (59° 25′ S, 27° 03′ O) é uma das ilhas mais ao sul das Ilhas Sandwich do Sul, próxima às ilhas Thule e Cook, e parte formadora do agrupamento Thule do Sul. Seu nome é atribuído a seu descobridor, o explorador russo Fabian Gottlieb Thaddeus von Bellingshausen, que na ocasião explorava a Antártida.
A ilha é resultado da formação de um estratovulcão andesito-basáltico. Sua cratera, de aproximadamente 150 m de diâmetro por 60 m de profundidade, foi formada pela sua erupção, aproximadamente em meados de 1968 a 1984.